# X kadencja austriackiej Rady Państwa

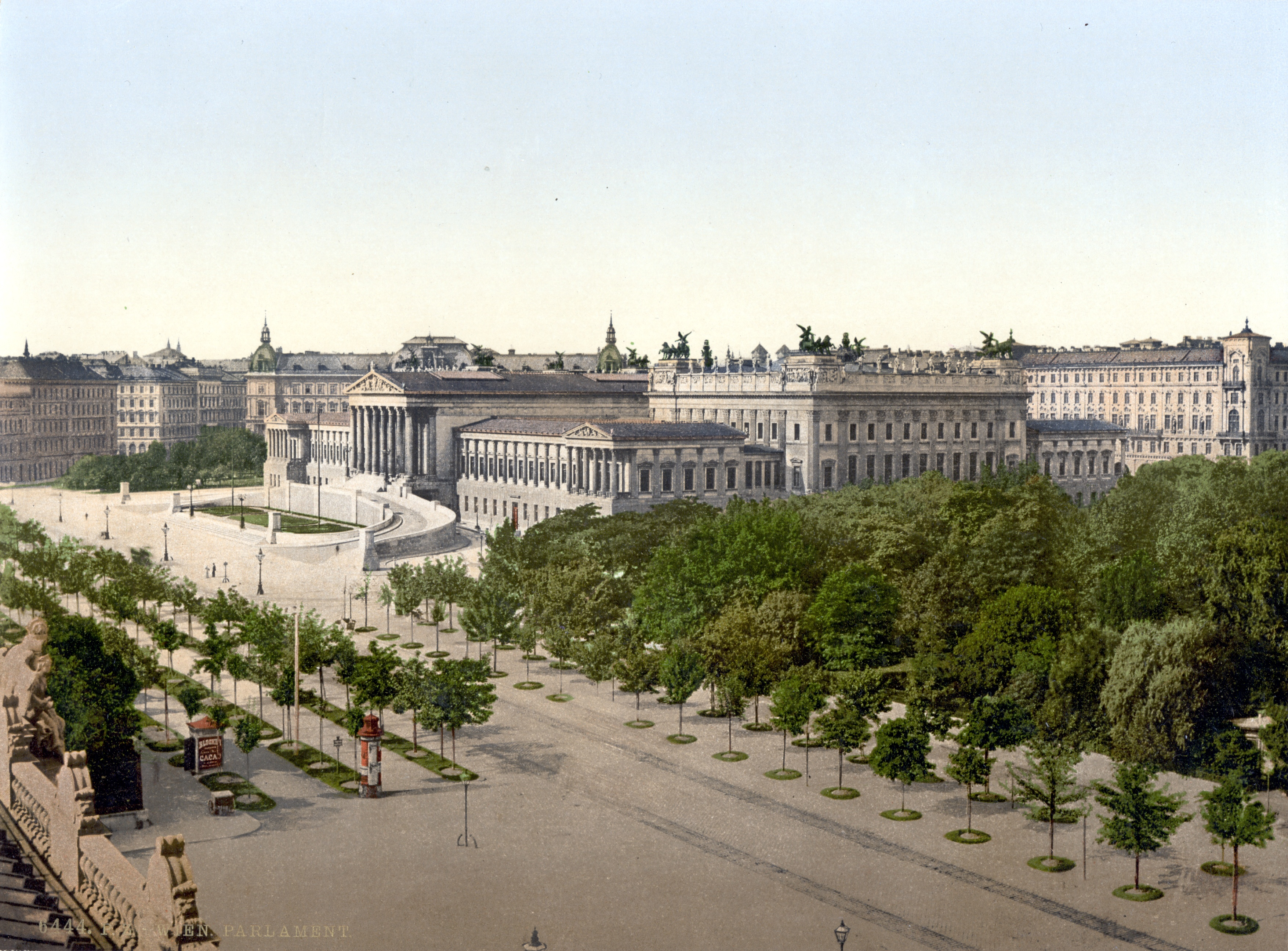

X kadencja austriackiej Rady Państwa – dziesiąta kadencja austriackiego parlamentu, Rady Państwa, odbywająca się w latach 1901–1907 w Wiedniu.
Odbyła się tylko jedna sesja parlamentu:
- XVII sesja (31 stycznia 1901–30 stycznia 1907)